# هنري بروفتون تومسون
هنري بروفتون تومسون هو سياسي كندي، ولد في 21 يوليو 1870 في نيوري في المملكة المتحدة، وتوفي في 17 سبتمبر 1939.